# Festival interceltique de Lorient 2004

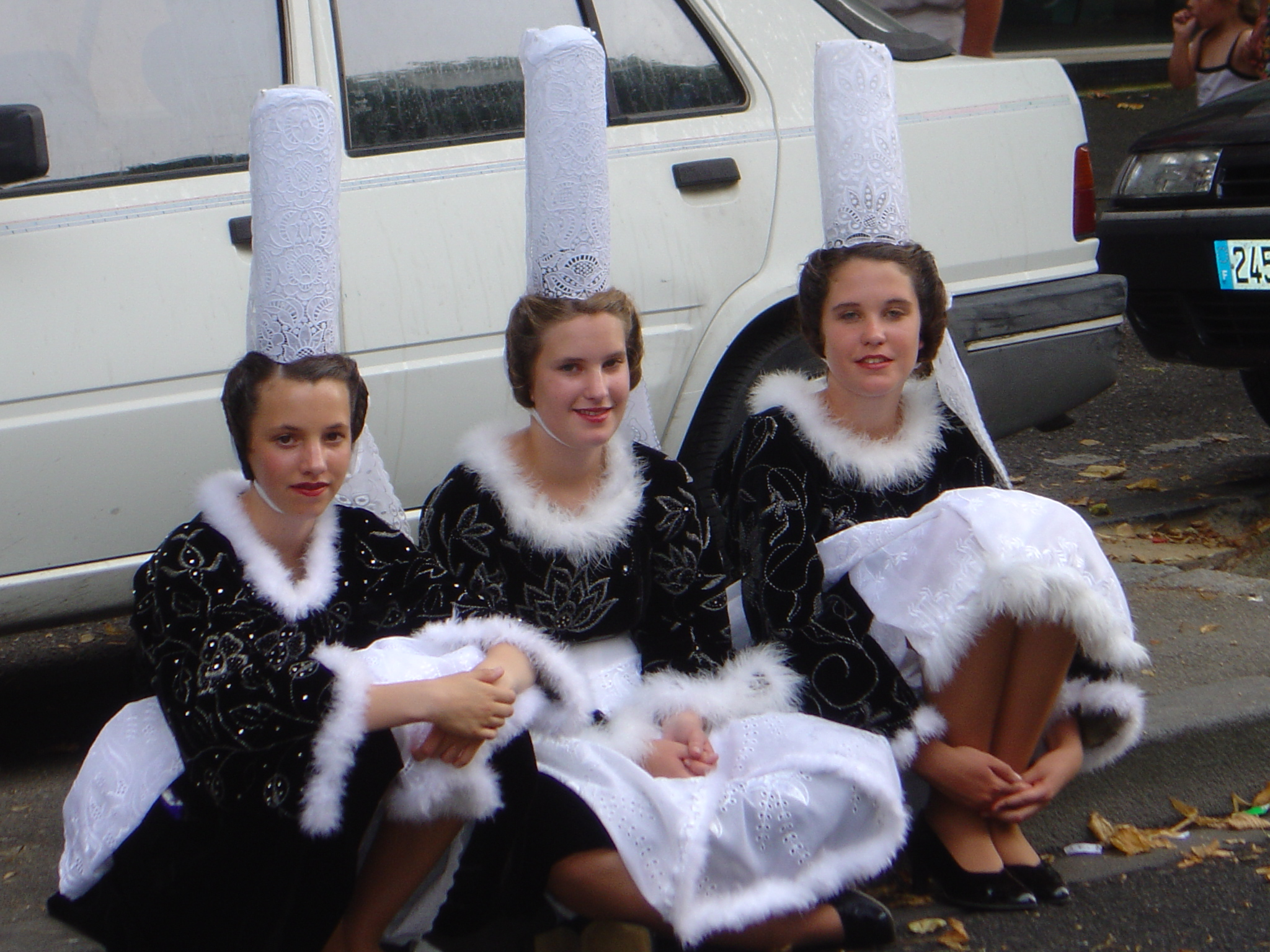
Danseuses bretonnes en tenues traditionnelles.

La 34e édition du Festival interceltique de Lorient se déroule du 30 juillet au 8 août 2004. L'Acadie est pour la première fois la nation invitée.
Côté programmation, le festival reçoit Armens, Gilles Servat avec Pat O'May, Ronnie Drew, Les Frères Morvan, le Bagad Kemper avec Susana Seivane, Skolvan, Dominique Dupuis, Kathryn Tickell, etc.

## Pays invité
Lors du bilan de l'édition 2000, le directeur artistique du festival Jean-Pierre Pichard ébauche pour l'édition 2004 un « hommage au Canada programmé en 2004 [qui] marquera un élargissement du concept vers tous ces pays du monde qui ont connu une immigration issue des nations d'origine et dans lesquelles les héritages identitaires sont encore bien vivaces ». Le concept de l'édition est précisé par la suite en mettant en avant l'Acadie, et cette participation au festival interceltique se fait alors dans le cadre des festivités entourant le 400e anniversaire la fondation de l'Acadie.

## Concours
Le Championnat national des bagadoù est remporté par le bagad Kemper.
Le Trophée Macallan pour soliste de great Highland bagpipe est remporté par Fred Morrison.
Le Trophée Macallan pour soliste de gaïta est remporté par l'Asturien Ángel Domingo.
Le Concours International de Pibroc’h est remporté par Casey Wilkes.
Le Trophée Matilin An Dall pour couple de sonneurs est remporté par les frères Mahevas.
Anthony Byrne remporte le prix Kitchen Music.

## Fonctionnement
Un peu plus de 600 000 festivaliers sont comptabilisés lors de cette édition, pour environ 100 000 entrées payantes.
Environ 4 500 musiciens participent à cette édition
Comme lors de l'édition précédente, le budget est de près de 4 millions d'euros ; cependant, à la suite du déficit de 400 000 euros enregistré lors de l'exercice 2003, un important plan d'économies réduit le nombre de lieux de spectacles. Un emprunt sur 3 à 5 ans permet de réduite la perte enregistrée lors de l'édition 2003.

## Sources